# Ulrike Wendeling-Schröder
Ulrike Wendeling-Schröder (* 5. April 1948 in Marburg/Lahn) ist eine deutsche Rechtswissenschaftlerin und ehemalige Universitätsprofessorin. Von 1999 bis 2013 war sie zwei Amtsperioden lang zudem Richterin am Niedersächsischen Staatsgerichtshof.

## Akademischer Werdegang
Nach dem Jurastudium in Marburg und Freiburg im Breisgau leistete sie ihre Referendarzeit in Bremen ab. Zusätzlich war sie als wissenschaftliche Mitarbeiterin an der Universität Bremen tätig. Im Anschluss an das 2. Staatsexamen hatte sie zunächst eine Tätigkeit als Praktikantin im Justitiariat des Deutschen Gewerkschaftsbundes (DGB) inne. Kurze Zeit später wurde sie wissenschaftliche Referentin im Wirtschafts- und Sozialwissenschaftlichen Institut (WSI) des DGB (jetzt WSI in der Hans-Böckler-Stiftung). 1984 promovierte sie an der juristischen Fakultät der Universität Bremen mit einer Arbeit über Arbeitnehmerrechte in modernen Konzernstrukturen. Neben der Tätigkeit im WSI hatte sie mehrere Lehraufträge an den Universitäten Duisburg und Frankfurt am Main. 1992 habilitierte sie am Fachbereich 1 der Goethe-Universität Frankfurt am Main mit einer Arbeit über die Individualrechte im Arbeitsverhältnis, insbesondere über die Gewissens- und Meinungsfreiheit. Ab 1993 war sie Professorin für Arbeits-, Unternehmens- und Zivilrecht an der Juristischen Fakultät der Leibniz Universität Hannover. Zum 60. Geburtstag erhielt sie ein Liber Amicorum (Jens M. Schubert (Hrsg.) Sozialer Dialog in der Krise – social dialogue in crisis?, Baden – Baden 2009). Seit 2013 ist Ulrike Wendeling-Schröder im Ruhestand.

## Tätigkeiten und Ämter
Von 1999 bis 2016 war Wendeling-Schröder Mitherausgeberin der Neuen Zeitschrift für Arbeitsrecht (NZA). Parallel zu dieser Tätigkeit war sie von 1999 bis 2014 Mitglied des Verbandsausschusses des Deutschen Arbeitsgerichtsverbandes. 2006 wurde sie Vertrauensdozentin der Friedrich-Ebert-Stiftung (FES) und hatte diese Rolle bis 2012 inne. Im gleichen Jahr wurde sie Mitglied des Auswahlausschusses der FES. Diese Tätigkeit beendete sie im Jahr 2018.
Von 2010 bis 2016 war Wendeling-Schröder Mitglied des Beirats des Hugo Sinzheimer Instituts (HSI) in Frankfurt am Main. Das Institut ist seit Januar 2018 Teil der Hans-Böckler-Stiftung.

### Richterliche und schiedsrichterliche Tätigkeiten
Auf Vorschlag der SPD wurde Ulrike Wendeling-Schröder zweimal in Folge vom Landtag zur Richterin am Niedersächsischen Staatsgerichtshof gewählt. Ihre Amtszeit dauerte vom 5. Mai 1999 bis zum 4. Mai 2013.
Schiedsrichterin war sie von 1999 bis 2018 als Mitglied des Appeals Board OCCAR (Organisation Conjointe de Cooperation en Matière d’Armement). Von 2011 bis 2017 war Wendeling-Schröder zudem Mitglied des DGB-Schiedsgerichts.

### Internationale Aktivitäten
Von 2001 bis 2013 war Wendeling-Schröder Mitglied der European Working Group on Labour Law (EWL). Im Wintersemester 2001/2002 hatte sie eine Gastprofessur an der Sydney Law School. Von 2003 bis 2013 war sie Mitglied der Groupe d’études franco-allemand sur le contentieux du Travail (Gefact). 2004 erhielt sie eine Forschungsprofessur an der Universität Utrecht.

## Publikationen (Auswahl)
- Wendeling-Schröder, Divisionalisierung, Mitbestimmung und Tarifvertrag. Zur Möglichkeit der Mitbestimmungssicherung in divisionalisierten Unternehmen und Konzernen. Abhandlungen zum deutschen und europäischen Handels- und Wirtschaftsrecht (AHW). Herausgegeben von Hueck, Lutter und Zöllner, Band 44, Carl Heymanns Verlag, Köln, Bonn, Berlin, München 1984, 213 Seiten (Dissertation). (ISBN 978-3-452-20145-4)
- Wendeling-Schröder, Autonomie im Arbeitsrecht. Möglichkeiten und Grenzen eigenverantwortlichen Handelns in der abhängigen Arbeit, Juristische Abhandlungen Band 24, Vittorio Klostermann, Frankfurt a. M. 1994, 272 Seiten (Habilitationsschrift). (ISBN 978-3-465-02600-6)
- Däubler/Sieling-Wendeling/Welkoborsky, Eigentum und Recht – Die Entwicklung des Eigentumsrechts im Kapitalismus (Demokratie und Rechtsstaat. Kritische Abhandlungen zur Rechtsstaatlichkeit in der Bundesrepublik.) Herausgegeben von Wassermann/Rasehorn und Benseler, Band 32, Hermann-Luchterhand-Verlag, Darmstadt und Neuwied 1976, 272 Seiten. (ISBN 978-3-472-61206-3)
- Wendeling-Schröder, Empfiehlt es sich, die Regelungsbefugnisse der Tarifparteien im Verhältnis zu den Betriebsparteien neu zu ordnen? in: Verhandlungen des 61. Deutschen Juristentages Karlsruhe 1996, Referat, Bd. II/1 Sitzungsberichte, München 1996, Seiten K 7 ff.
- Liedke/Meihorst/Wendeling-Schröder, Der Ingenieur Eid. Ethische, naturphilosophische, juristische Perspektiven, scientia nova Verlag Neue Wissenschaft Bretten 2000, 216 Seiten. (ISBN 978-3-935164-00-9)
- Wendeling-Schröder/Stein, Allgemeines Gleichbehandlungsgesetz, Becksche Kommentare zum Arbeitsrecht, Beck-Verlag München 2008, 503 Seiten. (ISBN 978-3-406-52569-8)
- Ales/Jaspers/Lorber/Sachs-Durand/Wendeling-Schröder, Fundamental Social Rights in Europe: Challenges and Opportunities, Intersentia Antwerp-Oxford-Portland 2009, 163 Seiten. (ISBN 978-90-5095-878-3)
- Wendeling-Schröder, Kommentierung von Art. 54 und 55 NV in: Epping/Butzer u. a. (Hg.), Hannoverscher Kommentar zur Niedersächsischen Verfassung, Nomos Verlagsgesellschaft Baden-Baden 2012, S. 855–888. (ISBN 978-3-8329-6005-6)
- Wendeling-Schröder, Teile der Kommentierung der Grundlagen sowie der §§ 1 – 4 TVG in: Kempen/Zachert, Tarifvertragsgesetz, Kommentar für die Praxis, 5. Aufl., herausgegeben von Brecht-Heitzmann, Kempen, Schubert, Seifert, Bund-Verlag Frankfurt /M. 2014. (ISBN 978-3-7663-6157-8)